# Meike Kämper
Meike Kämper, née le 23 avril 1994 à Essen, est une footballeuse allemande évoluant au poste de gardienne de but. 